# Liên họ Ve bọt
Liên họ Ve bọt (Danh pháp khoa học: Cercopoidea) là một liên họ các nhóm côn trung trong bộ Hemiptera thuộc phân bộ Auchenorrhyncha. Bọ Froghopper là các loài sâu bọ thuộc họ ve sầu nhẩy. Một số loài côn trùng chỉ có chiều dài khoảng 6mm nhưng lại có thể bật xa khoảng 70 cm trong không trung. Nếu khả năng này xuất hiện ở con người thì một người có thể nhảy lên cao khoảng 210m.